# دونگه تسرنییوو
دونگه تسرنییوو (به صربی: Donje Crniljevo) یک منطقهٔ مسکونی در صربستان است که در کوتسیوا واقع شده‌است.